# ウィンチェスターM1300
ウィンチェスターM1300（Winchester Model 1300）は、ウィンチェスター・リピーティングアームズの元従業員が設立したU.S. リピーティングアームズが、M1200を発展させ、1978年に開発したポンプアクション式散弾銃である。
レミントン社のM870や、モスバーグ社のM500と同じく有名な存在で、アメリカではハンティングや、警察・軍まで幅広く使用されている。

## バリエーション
ウィンチェスターM1300にはバリエーションが多く、さまざまな口径や銃身長のものが作られた。ウィンチェスター社のホームページには、33種類のバリエーションモデルが列挙されている。